# Friedrich Wilhelm Raiffeisen

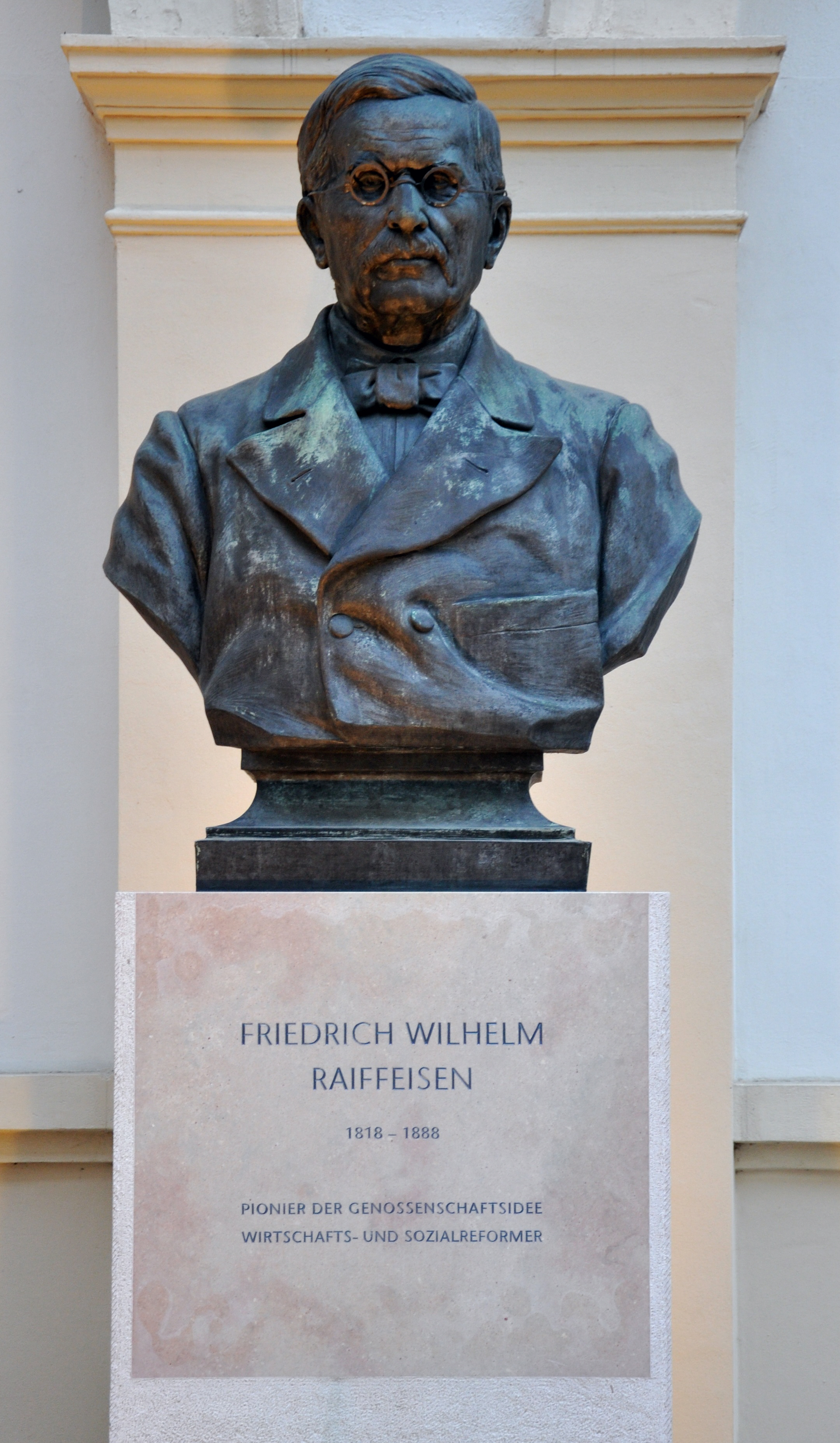
Busto de Friedrich Wilhelm Raiffeisen no Palácio Niederösterreich, em Viena.

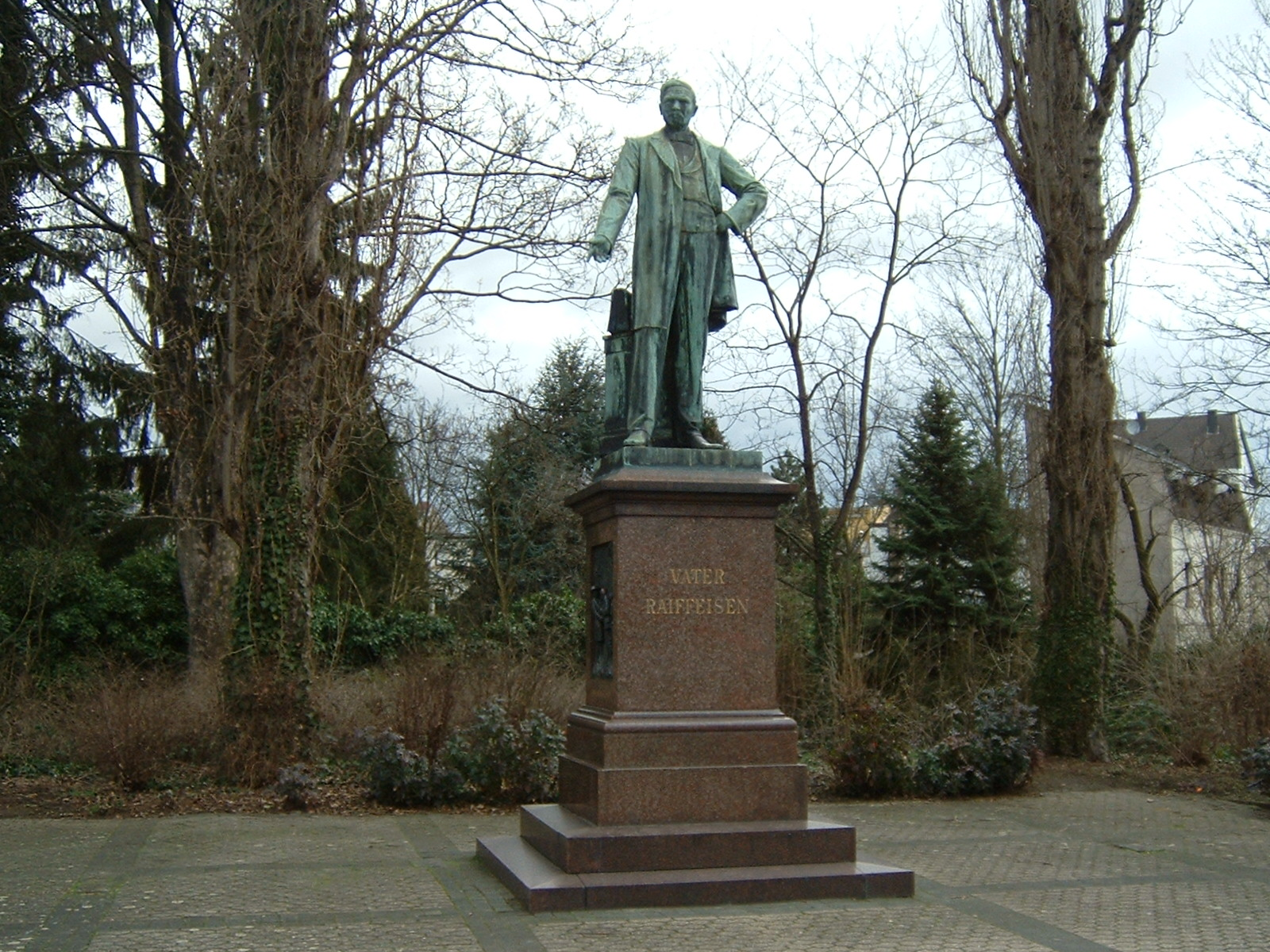
Monumento em honra de Friedrich Wilhelm Raiffeisen em Neuwied.

Friedrich Wilhelm Raiffeisen (Hamm (Sieg), Província do Reno, 3 de Maio de 1818 — Heddesdorf, actualmente Neuwied, Alemanha, 11 de Março de 1888) foi um pioneiro do cooperativismo, da economia social e solidária e do regime de crédito mútuo, inspirador do movimento do sindicalismo agrícola dos finais do século XIX. Em muito países europeus existem bancos cooperativos, mutualidades e estruturas de crédito agrícola que adoptaram na sua designação o nome Raiffeisen.

## Biografia
Friedrich Wilhelm Raiffeisen foi o sétimo dos nove filhos de Gottfried Friedrich Raiffeisen, um lavrador que exercera as funções de burgomestre da cidade de Hamm e descendia de uma família que traçava as suas origens até ao século XVI na região da Suábia e Francónia. A família da sua mãe, Amalie Christiane Susanna Maria, nascida Lantzendörffer, tinha origem na Siegerland. Terminou os seus estudos na escola pública aos 14 anos, mas continuou a estudar durante mais três anos sob a direcção do pastor evangélico local, seu padrinho.
Aos 17 de idade ingressou no Exército Prussiano como candidato a oficial. A sua carreira militar levou-a primeiro a Colónia e depois a Koblenz e Sayn. Contudo, uma grave doença oftalmológica obrigou-o a abandonar a carreira militar em 1843 e a ingressar no funcionalismo público.
Após a sua entrada na administração pública, e depois de ter estudado em Koblenz e Bona (Bonn), foi nomeado burgomestre (prefeito) de várias municipalidades. Foi no exercício dessas funções que desenvolveu um profundo conhecimento da situação socioeconómica das populações rurais e dos pequenos artesãos, incapazes de competir num mercado em que o capital dominava.
Em 1846, Raiffeisen foi nomeado burgomestre para administrar a cidade de Weyerbusch (Westerwald). Conhecendo as dificuldades da população da sua circunscrição durante a crise económica e alimentar dos anos de 1846 a 1848, tentou encontrar forma de as mitigar fundando em 1846 uma Associação para o Pão (Verein für Selbstbeschaffung von Brod und Früchten) para administrar um forno e padaria comunitários que fornecia pão a crédito aos mais necessitados.
Em 1848 foi transferido para a administração de Flammersfeld, também na Westerwald, onde fundou a 1 de Dezembro de 1849 a União de Socorros Mútuos dos Agricultores sem Recursos de Flammersfeld (Flammersfelder Hülfsverein zur Unterstützung unbemittelter Landwirte). Com este novo empreendimento, Raiffeisen tentou minorar os problemas causados pela falta de acesso ao crédito pelos agricultores e artesãos empobrecidos, frequentemente vítimas de empréstimos usurários e fraudulentos.
Em 1852 transferiu-se para Heddesdorf, então uma vila independente nos arredores de Neuwied, no vale do Reno. Aí fundou a Associação Caritativa de Heddesdorf que se transformou em 1862 na Associação da Caixa de Empréstimos de Heddesdorf (Heddesdorfer Darlehnskassenverein). Foi a partir desta associação que nasceram as caixas de crédito mútuo rurais, mais conhecidas por crédito agrícola, nas quais o crédito é suportado pela solidariedade dos depositantes cooperantes, verdadeiros sócios da mutualidade formada em torno da concessão dos empréstimos.
Permaneceu na administração de Heddesdorf até finais de 1865, quando, com apenas 47 de idade, foi forçado a demitir-se devido à deterioração da sua visão.
Como a sua pequena pensão não era suficiente para sustentar a família, após abandonar o seu cargo público fundou uma pequena fábrica de charutos e depois um comércio de vinhos. Em 1863 contraiu tifo durante uma epidemia e entretanto a sua esposa faleceu aos 37 anos de idade, vítima de doença cardíaca. Em 1867, casou com a viúva Johanna Maria Panseroth, que o sobreviveu por mais de 12 anos. Não houve filhos deste casamento.
Em 1866 publicou uma obra explicando os princípios do movimento das caixs de crédito mútuo e as suas vantagens para os camponeses e artesãos, que teve pelo menos oito edições na Alemanha e foi traduzido ou inspirou escritos em muitos países. Também iniciou a publicação de um periódico.
Reformado e quase cego, com a ajuda da sua filha Amalie, percorreu as zonas rurais alemãs e dos países vizinhos para promover a criação de cooperativas leiteiras e o crédito agrícola. Faleceu a 11 de Março de 1888 em Neuwied-Heddesdorf, pouco antes de completar 70 anos de idade.
A modalidade de organização cooperativa da actividade creditícia que Raiffeisen iniciou com a Heddesdorfer Darlehnskassenverein está na origem do nascimento da poderosa rede de instituições de crédito agrícola de boa parte da Europa, como o Crédito Agrícola em Portugal, o Crédit mutuel em França, o Rabobank (abreviatura de Coöperatieve Centrale Raiffeisen-Boerenleenbank B.A) nos Países Baixos e o grupo Raiffeisen na Suíça, Áustria, Alemanha e vários países do sueste europeu.
Em França as suas propostas encontraram terreno favorável graças às ideias de Charles Fourier, Louis Blanc e Louis Durand. A partir de França, as ideias de Raiffeisen foram adoptadas pela corrente do sindicalismo agrícola católico e tiveram importantes repercussões no sudoeste da Europa, com destaque para a Itália, Espanha e Portugal.
Na Itália o desenvolvimento das caixas rurais de crédito agrícola foi sobretudo mérito de Leone Wollemborg, um político originário de uma família judia de Pádua com raízes na Alemanha, que lera as obras de Raiffeisen e divulgara localmente as suas ideias, encontrando o apoio incondicional do clero católico, em especial dos párocos, empenhados então na luta contra a extrema pobreza das populações rurais do nordeste da península itálica. Outra figura relevante foi Lorenzo Guetti que, sempre inspirado pelas associações de crédito mútuo de Raiffeisen, deu vida ao movimento cooperativo no Trentino.
O país onde mais importante foi a influência de Raiffeisen é a Áustria, onde o movimento mutualista permanece como uma grande e eficiente organização bancária cooperativa, ligada a organizações similares na região de Bolzano e nos países balcânicos. Também nos Países Baixos, onde as ideias de Raiffeisen chegaram através da acção do padre Gerlacus van den Elsen, o Rabobank, instituição de origem mutualista, mantém uma importante posição no mercado bancário.
Em Portugal e Espanha, o movimento cooperativo e das mutualidades surge ligado à misericórdias e à acção do clero paroquial, tendo sido extremamente importante durante as primeiras décadas do século XX, em particular o movimento do sindicalismo agrícola católico e a rede de caixas de crédito agrícola que deu origem a actual confederação do Grupo Crédito Agrícola.

## Obras publicadas
- Die Darlehnskassen-Vereine als Mittel zur Abhilfe der Noth der ländlichen Bevölkerung sowie auch der städtischen Handwerker und Arbeiter (1866).